# Saggio marginale di sostituzione
In economia, il saggio o tasso marginale di sostituzione (abbreviato in MRS - in inglese, Marginal Rate of Substitution) è la quantità di bene a cui si è disposti a rinunciare per ottenere una unità aggiuntiva di un altro bene mantenendo costante l'utilità. Ad esempio, il tasso marginale di sostituzione tra il bene x e il bene y è la quantità di y cui una persona è disposta a rinunciare per ottenere un'unità in più di x.
Il tasso marginale di sostituzione misura quindi il valore che il consumatore attribuisce a un'unità in più di un bene, mentre il costo opportunità è quantificato dalla quantità del bene al quale si rinuncia.
A livello geometrico, il tasso marginale di sostituzione tra i beni x e y in corrispondenza di un dato paniere {\displaystyle \ (x_{0},y_{0})} altro non è che la pendenza della curva d'indifferenza in {\displaystyle \ (x_{0},y_{0})}:
(1) {\displaystyle \ {\mbox{SMS}}_{xy}(x_{0},y_{0})=\left.-{\frac {\Delta y}{\Delta x}}\right|_{x_{0},y_{0}}}

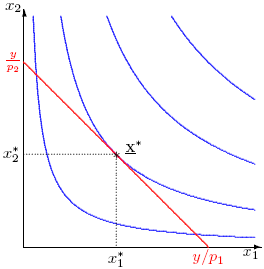
Paniere ottimo del consumatore dati due beni x_{1} e x_{2} e reddito y

Inoltre, poiché, data una funzione di utilità {\displaystyle \ u:\mathbb {R} _{+}^{2}\mapsto \mathbb {R} } dipendente dal consumo di due beni, x e y, il suo differenziale è uguale a:
{\displaystyle \ du={\frac {\partial u}{\partial x}}dx+{\frac {\partial u}{\partial y}}dy}
e poiché lungo una curva d'indifferenza il differenziale della funzione di utilità è nullo essendo costante il livello dell'utilità, segue che:
{\displaystyle \ {\frac {\partial u}{\partial x}}dx+{\frac {\partial u}{\partial y}}dy=0}
da cui:
(2) {\displaystyle \ {\mbox{SMS}}_{xy}=-{\frac {dy}{dx}}={\frac {\partial u/\partial x}{\partial u/\partial y}}}
La (2) esprime formalmente il risultato per cui il saggio marginale di sostituzione tra due beni  {\displaystyle \ {\mbox{SMS}}_{xy}=-{\frac {dy}{dx}}\ } è uguale al rapporto delle loro utilità marginali, {\displaystyle \ {\frac {\partial u}{\partial x}}} e {\displaystyle {\frac {\partial u}{\partial y}}}.
Intuitivamente, minore è la quantità del bene x posseduta, maggiore è l'utilità che ottengo da un suo aumento (data l'ipotesi di utilità marginale decrescente), maggiore è la quantità di bene y che sono disposto a cedere per ottenere un'unità aggiuntiva del bene x.
Nel caso di curve di indifferenza convesse, carattere che discende dall'ipotesi usuale di preferenze convesse del consumatore, lungo la curva stessa il saggio marginale di sostituzione, essendo uguale in modulo alla derivata, non può crescere. Nel caso di convessità stretta il tasso marginale di sostituzione è decrescente.
Va infine notato che, nella teoria del consumo neoclassica, le condizioni di primo ordine del problema di massimizzazione dell'utilità del consumatore implicano che il paniere scelto sia quello in corrispondenza del quale la curva di indifferenza è tangente al vincolo di bilancio. Questo comporta l'uguaglianza tra il saggio marginale di sostituzione tra due beni e il loro prezzo relativo:
{\displaystyle \ {\mbox{SMS}}_{xy}={\frac {P_{x}}{P_{y}}}}
da cui segue, ricordando la (2), che:
(3) {\displaystyle \ {\frac {\partial u/\partial x}{P_{x}}}={\frac {\partial u/\partial y}{P_{y}}}}
La (3) ci dice che l'utilità è massimizzata quando il budget del consumatore è allocato in modo da uguagliare l'utilità marginale dei beni ponderata per il loro prezzo, cioè il rapporto tra utilità marginale e prezzo del bene, detto anche valore soggettivo del bene.